# یانوش نیمت
یانوش نیمت (انگلیسی: János Németh; ۱۲ ژوئن ۱۹۰۶ – ۵ مارس ۱۹۸۸) بازیکن واترپلو اهل مجارستان بود.